# Nikola Milinković
Nikola Milinkovic (Sanski Most, Bosnia y Herzegovina; 19 de marzo de 1968) es un exfutbolista serbio que se desempeñaba como delantero. Es el padre de los futbolistas Sergej Milinković-Savić y Vanja Milinković-Savić y de la basquetbolista Jana Milinković-Savić.

## Clubes
| Club         | País     | Año       | Partidos | Goles |
| ------------ | -------- | --------- | -------- | ----- |
| FK Bečej     | Serbia   | 1991-1993 | 58       | 24    |
| UE Lleida    | España   | 1993-1995 | 60       | 12    |
| UD Almería   | España   | 1995-1996 | 32       | 10    |
| GD Chaves    | Portugal | 1996-1997 | 39       | 8     |
| CD Ourense   | España   | 1998-1999 | 34       | 4     |
| FC Alverca   | Portugal | 1999-2001 | 61       | 15    |
| Grazer AK    | Austria  | 2001-2004 | 63       | 10    |
| SK Schwadorf | Austria  | 2004-2005 | ?        | ?     |
| Total        |          |           | 347      | 83    |

* Apariciones y goles en competencias domésticas de clubes